# Конвой ON 166
Конвой ON 166 (англ. Convoy ON 166), також конвой ONS 166 (англ. Convoy ONS 166) — 166-й атлантичний конвой серії ON у кількості 63 транспортних суден, що у супроводженні союзних кораблів Середньоокеанської ескортної групи A-3 прямував від Британських островів та Ісландії до морських портів Північної Америки. Конвой вийшов 11 лютого з Ліверпуля і 3 березня 1943 року до Нью-Йоркського порту. На маршруті руху конвой суден був атакований трьома «вовчими зграями» німецьких підводних човнів, утративши при цьому 15 суден і одне судно пошкодженим.

## Історія
З огляду на посилення союзних ескортних сил при захисті прибережних конвоїв у західній Атлантиці, що спричинило невдале завершення Другого щасливого часу, адмірал Карл Деніц та командування підводними силами (нім. Befehlshaber der U-Boote (BdU)), зосередилися свої головні зусилля на діях всередині Атлантики, щоб уникнути виявлення човнів патрульними літаками. Хоча маршрут конвою був менш передбачуваним у середині океану, Деніц припускав, що збільшена кількість підводних човнів, які патрулюватимуть ці води, зможе ефективно шукати конвої, використовуючи перевагу розвідки, отриманої завдяки розшифровці B-Dienst британського військово-морського шифру № 3. Однак лише 20 % із 180 трансатлантичних конвоїв, які йшли з кінця липня 1942 року до кінця квітня 1943 року, зазнали втрату суден і кораблів внаслідок нападу підводних човнів.
20 лютого U-604 виявив конвой, який плив вісім днів. Уранці 21 лютого U-332 торпедував норвезький «Стігстад», що відстав від головних сил конвою. Того ж дня B-24 Liberator потопив U-623, і куттер «Кемпбелл» атакував підводний човен ввечері. Післявоєнний аналіз дійшов до висновку, що «Кембелл» потопив U-225, але нещодавні переоцінки показують, що ймовірно внаслідок атаки американського корабля був знищений U-529.
Вночі U-92 торпедував British Empire Trader і норвезький NT Nielsen Alonso.
22 лютого U-606 потопив British Empire Redshank і американські Chattanooga City і Expositor, але був пошкоджений глибинними бомбами з нещодавно прибулого польського есмінця «Бурзи». «Кемпбелл» вийшов з ладу в результаті зіткнення з U-606. З екіпажу підводного човна, що тонув, було врятовано 12 осіб. «Бурза» покинув конвой, щоб відбуксирувати «Кемпбелла» назад у порт. Рятувальний корабель конвою «Стокпорт» був потоплений U-604 під час повернення до конвою після порятунку людей із трьох суден, атакованих U-606.
23 лютого U-628 торпедував панамський Winkler о 04:20 і норвезький Glittre о 04:25. U-186 потопив американський Hastings близько 04:30 і британський Eulima о 04:58. «Спенсер», «Ростерн» і «Чилівак» залишилися з конвоєм, а «Діантус» вирушив на дозаправку.
24 лютого U-600 атакував норвезьке судно Ingria, а U-653 торпедував Jonathan Sturges, що відстало від конвою.
25 лютого U-628 затопив британський Manchester Merchant двома торпедами.
26 лютого німецькі підводні човни припинили атаки на конвой, 28 числа до вцілілих кораблів у конвої приєднався Empire Cavalier з Галіфакса. 3 березня 1943 року конвой прибув до Нью-Йорка.

## Кораблі та судна конвою ON 166

### Транспортні судна
Позначення
| Назва                      | Прапор          | Тоннаж (GRT) | Прим.                                                                  |
| -------------------------- | --------------- | ------------ | ---------------------------------------------------------------------- |
| Amastra (1935)             | Велика Британія | 8 031        |                                                                        |
| Aruba (1929)               | Нідерланди      | 3 979        |                                                                        |
| Beauregard (1920)          | США             | 5 976        | повернулося                                                            |
| Brasil (1935)              | Норвегія        | 8 130        |                                                                        |
| Charles H. Cramp (1920)    | США             | 6 220        |                                                                        |
| Chattanooga City (1921)    | США             | 5 687        | 22 лютого потоплено U-606                                              |
| City of Canberra (1927)    | Велика Британія | 7 484        | судно комондора конвою                                                 |
| Delilian (1923)            | Велика Британія | 6 423        |                                                                        |
| Edward Rutledge (1942)     | США             | 7 177        | Судно класу «Ліберті»; повернулося до Англії                           |
| El Almirante (1917)        | Панама          | 5 248        | повернулося до Англії                                                  |
| El Coston (1924)           | Панама          | 7 286        | приєдналося в Ісландії; потім повернулося через технічні проблеми      |
| El Oceano (1925)           | Панама          | 6 767        |                                                                        |
| Empire Cato (1942)         | Велика Британія | 7 039        | повернулося до Англії                                                  |
| Empire Cavalier (1942)     | Велика Британія | 9 891        | приєдналося в Галіфаксі                                                |
| Empire Chivalry (1937)     | Велика Британія | 6 007        |                                                                        |
| Empire Confidence (1935)   | Велика Британія | 5 023        |                                                                        |
| Empire Redshank (1919)     | Велика Британія | 6 615        | 22 лютого серйозно пошкоджено U-606; затоплено ескортом                |
| Empire Trader (1908)       | Велика Британія | 9 990        | 23 лютого серйозно пошкоджено U-92; затоплено ескортом                 |
| Empire Wordsworth (1942)   | Велика Британія | 9 891        |                                                                        |
| Eulima (1937)              | Велика Британія | 6 207        | 23 лютого потоплено U-186                                              |
| Exilona (1919)             | США             | 4 971        |                                                                        |
| Expositor (1919)           | США             | 4 959        | 22 лютого пошкоджено U-606, 23 лютого затоплено U-303                  |
| Fort Thompson (1942)       | Велика Британія | 7 134        |                                                                        |
| Fort Vermillion (1942)     | Велика Британія | 7 133        |                                                                        |
| Franz Klasen (1932)        | Панама          | 1 194        |                                                                        |
| Gateway City (1920)        | США             | 5 432        |                                                                        |
| George W McKnight (1933)   | Велика Британія | 2 502        |                                                                        |
| Glittre (1928)             | Норвегія        | 6 402        | Танкер-заправник. 23 лютого пошкоджений U-628, згодом затоплений U-603 |
| Gyda (1934)                | Велика Британія | 1 695        | 24 лютого затонуло внаслідок зіткнення з Fort Thompson                 |
| Hastings (1920)            | США             | 5 401        | 23 лютого затоплено U-186                                              |
| Ingria (1931)              | Норвегія        | 4 391        | 24 лютого пошкоджено U-600, згодом затоплено U-628                     |
| Jonathan Sturges (1942)    | США             | 7 176        | Судно класу «Ліберті»; 24 лютого затоплено U-707                       |
| Kaipaki (1939)             | Велика Британія | 5 862        |                                                                        |
| Lechistan (1929)           | Польща          | 1 937        | відстало 20 лютого                                                     |
| Lochmonar (1924)           | Велика Британія | 9 412        | судно віце-командора конвою                                            |
| Madoera (1922)             | Нідерланди      | 9 382        | 24 лютого пошкоджено U-653                                             |
| Manchester Merchant (1937) | Велика Британія | 7 264        | 25 лютого потоплено U-628                                              |
| Mark Twain (1942)          | США             | 7 176        | судно класу «Ліберті»; відстало від конвою                             |
| Markay (1942)              | США             | 10 342       | приєдналося в Ісландії                                                 |
| Molda (1937)               | Норвегія        | 5 137        |                                                                        |
| N T Nielsen-Alonso (1900)  | Норвегія        | 9 348        | 22 лютого пошкоджено U-92, згодом затоплено U-753                      |
| Pacific Exporter (1928)    | Велика Британія | 6 734        |                                                                        |
| Pacific Grove (1928)       | Велика Британія | 7 117        |                                                                        |
| Pan-Maine (1936)           | США             | 7 237        |                                                                        |
| Pan-Maryland (1938)        | США             | 7 701        |                                                                        |
| Samuel Chase (1942)        | США             | 7 191        | судно класу «Ліберті»                                                  |
| Skandinavia (1940)         | Норвегія        | 10 044       |                                                                        |
| Stigstad (1927)            | Норвегія        | 5 964        | 21 лютого пошкоджено U-332, згодом затоплено U-603                     |
| Stockport (1911)           | Велика Британія | 1 683        | Рятувальне судно конвою. 23 лютого потоплено U-604                     |
| Tai Shan (1929)            | Норвегія        | 6 962        |                                                                        |
| Thomas B Robertson (1942)  | США             | 7 176        | судно класу «Ліберті»; відстало, самостійно прибуло до Нью-йорку       |
| Thomas Hooker (1942)       | США             | 7 176        | судно класу «Ліберті»; повернулося до Англії                           |
| Tortuguero (1921)          | Велика Британія | 5 285        |                                                                        |
| Tropic Star (1926)         | Норвегія        | 5 088        |                                                                        |
| Wind Rush (1918)           | США             | 5 586        |                                                                        |
| Winkler (1930)             | Панама          | 6 907        | 23 лютого пошкоджено U-628, згодом затоплено U-223                     |

### Кораблі ескорту
| Назва             | Прапор                                  | Тип корабля                                | Прим.               |
| ----------------- | --------------------------------------- | ------------------------------------------ | ------------------- |
| «Блейрмор»        | Військово-морські сили Канади           | тральщик класу «Бангор»                    | 28 лютого-3 березня |
| «Бурза»           | Військово-морські сили Польщі           | ескадрений міноносець типу «Вічер»         | 22-23 лютого        |
| «Чилівак»         | Військово-морські сили Канади           | корвет типу «Флавер»                       | 12-25 лютого        |
| «Дофін»           | Військово-морські сили Канади           | корвет типу «Флавер»                       | 12-21 лютого        |
| «Діантус»         | Військово-морські сили Великої Британії | корвет типу «Флавер»                       | 12-25 лютого        |
| «Драммонвіль»     | Військово-морські сили Канади           | тральщик класу «Бангор»                    | 25-28 лютого        |
| «Кенора»          | Військово-морські сили Канади           | тральщик класу «Бангор»                    | 25-28 лютого        |
| «Лемінгтон»       | Військово-морські сили Великої Британії | ескадрений міноносець типу «Таун»          | 26-28 лютого        |
| «Монтгомері»      | Військово-морські сили Великої Британії | ескадрений міноносець типу «Таун»          | 23-25 лютого        |
| «Нью-Вестмінстер» | Військово-морські сили Канади           | корвет типу «Флавер»                       | 28 лютого-3 березня |
| «Квінел»          | Військово-морські сили Канади           | корвет типу «Флавер»                       | 25-28 лютого        |
| «Рімоускі»        | Військово-морські сили Канади           | корвет типу «Флавер»                       | 28 лютого-3 березня |
| «Ростерн»         | Військово-морські сили Канади           | корвет типу «Флавер»                       | 12-25 лютого        |
| «Солсбері»        | Військово-морські сили Великої Британії | ескадрений міноносець типу «Таун»          | 23-25 лютого        |
| «Саскатун»        | Військово-морські сили Канади           | корвет типу «Флавер»                       | 25-28 лютого        |
| «Тріліум»         | Військово-морські сили Канади           | корвет типу «Флавер»                       | 12-25 лютого        |
| «Кемпбелл»        | Берегова охорона США                    | куттер типу «Трежері»                      | 12-22 лютого        |
| «Спенсер»         | Берегова охорона США                    | куттер типу «Трежері»                      | 12-22 лютого        |
| «Вейвні»          | Військово-морські сили Великої Британії | фрегат типу «Рівер»                        | 12-25 лютого        |
| «Візерінгтон»     | Військово-морські сили Великої Британії | ескадрений міноносець «Адміралті» типу «W» | 22-25 лютого        |

## Підводні човни, що брали участь в атаці на конвой
| Назва | Тип         | Командир                                         | Результати атаки |
| ----- | ----------- | ------------------------------------------------ | --- |
| U-91  | типу VIIC   | капітан-лейтенант Гайнц Валькерлінг              | не атакував |
| U-92  | типу VIIC   | капітан-лейтенант Адольф Ельріх                  | 22 лютого пошкодив N T Nielsen-Alonso (затоплено U-753) 23 лютого потопив Empire Trader |
| U-186 | типу IXC/40 | капітан-лейтенант Зігфрід Гесеманн               | 23 лютого потопив Hastings і Eulima |
| U-223 | типу VIIC   | капітан-лейтенант Карл-Юрг Вехтер                | 22 лютого потопив пошкоджений Winkler |
| U-225 | типу VIIC   | оберлейтенант-цур-зее Вольфганг Ляймкюлер        | 22 лютого потоплений британським корветом «Діантус» |
| U-303 | типу VIIC   | капітан-лейтенант Карл-Франц Гайне               | 23 лютого потопив пошкоджений Expositor |
| U-332 | типу VIIC   | оберлейтенант-цур-зее Ебергард Гюттеманн         | 21 лютого пошкодив Stigstad |
| U-377 | типу VIIC   | капітан-лейтенант Отто Келер                     | не атакував |
| U-454 | типу VIIC   | капітан-лейтенант Буркгард Гаклендер             | не атакував |
| U-468 | типу VIIC   | оберлейтенант-цур-зее Клеменс Шамонг             | не атакував |
| U-529 | типу IXC/40 | капітан-лейтенант Георг-Вернер Фрац              | не атакував; 15 лютого 1943 року потоплений південно-східніше мису Фарвель глибинними бомбами британського бомбардувальника «Ліберейтор»                                                              |
| U-600 | типу VIIC   | корветтен-капітан Бернгард Цурмюлен              | 24 лютого пошкодив Ingria |
| U-603 | типу VIIC   | оберлейтенант-цур-зее Ганс-Йоахім Бертельсманн   | 21 лютого потопив Stigstad, 23 лютого — Glittre |
| U-604 | типу VIIC   | капітан-лейтенант Горст Гельтрінг                | 23 лютого потопив Stockport |
| U-606 | типу VIIC   | капітан-лейтенант Ганс-Генріх Делер              | 22 лютого потопив Chattanooga City, Empire Redshank та пошкодив Expositor. Того ж дня потоплений глибинними бомбами американського куттера берегової охорони «Кемпбелл» та польського есмінця «Бурза» |
| U-621 | типу VIIC   | оберлейтенант-цур-зее Макс Крушка                | не атакував |
| U-623 | типу VIIC   | оберлейтенант-цур-зее Герман Шредер              | не атакував |
| U-628 | типу VIIC   | капітан-лейтенант Генріх Газеншар                | 23 лютого пошкодив Glittre і Winkler, 24 лютого потопив Ingria та Manchester Merchant |
| U-653 | типу VIIC   | капітан-лейтенант Гергард Файлер                 | 24 лютого пошкодив Madoera |
| U-707 | типу VIIC   | оберлейтенант-цур-зее Гюнтер Гречель             | 24 лютого потопив Jonathan Sturges |
| U-753 | типу VIIC   | фрегаттен-капітан Альфред Мангардт фон Маннштайн | 24 лютого потопив пошкоджений N.T. Nielsen-Alonso |